# Jassie
Jassie (Las Vegas, Nevada; 5 de septiembre de 1982) es una actriz pornográfica estadounidense, de origen étnico caucásico y japonés. Jassie utiliza los sobrenombres de Jassie James, Jessica, Trista y Carrie, y en septiembre de 2002 fue elegida chica Penthouse del mes con el alias de Jassie Lewis, pero prefiere que la llamen "sólo Jassie".
Debido a su apariencia ligera y juvenil, apareció en diversas revistas tales como Barely Legal, Tight, Hawk, y Finally Legal; habiendo estelarizado diversas series en vídeo para Barely Legal y varias otras películas para los devotos de las películas de la categoría "apenas mayores de 18". Cuando inició a hacer películas para adultos, solo participaba en escenas lésbicas, pero luego empezó a hacer muchas escenas heterosexuales.
Jassie tiene tatuajes en ambos tobillos - un anillo alrededor de una se imprime en el exterior de la otra - y uno que circunda su bíceps derecho. También tiene un tatuaje en la parte de atrás de su cuello. Ha posado para Suze Randall y para ALS Scan.
Dado a sus nombres parecidos usados en el escenario (y muy a pesar de sus diferencias físicas), Jassie es muchas veces confundida con Jesse Jane.